# Limnephilus sibiricus
Limnephilus sibiricus är en nattsländeart som beskrevs av Martynov 1929. Limnephilus sibiricus ingår i släktet Limnephilus och familjen husmasknattsländor. Inga underarter finns listade i Catalogue of Life.